# Luigi Terragno
Luigi Terragno, conocido como Luís Terragno (Reino de Italia, c. 1831 - Porto Alegre, 16 de septiembre de 1891) fue un fotógrafo ítalobrasileño. Se estableció en Río Grande del Sur y fotografío la ciudad de Porto Alegre, importantes eventos y personalidades como al emperador Pedro II.